# Cleantioides natalensis
Cleantioides natalensis là một loài chân đều trong họ Holognathidae. Loài này được Barnard miêu tả khoa học năm 1925.